# حسن‌آباد (رفسنجان)
حسن‌آباد روستایی در دهستان رضوان بخش فردوس شهرستان رفسنجان استان کرمان ایران است.

## جمعیت
بر پایه سرشماری عمومی نفوس و مسکن در سال ۱۳۹۵ جمعیت این روستا ۸۶۱ نفر (۲۵۴خانوار) بوده‌است.